# Distrikt Anchihuay
Der Distrikt Anchihuay liegt in der Provinz La Mar in der Region Ayacucho in Südzentral-Peru. Der Distrikt wurde am 12. September 2013 aus Teilen des Distrikts La Mar gebildet. Er besitzt eine Fläche von 267 km². Beim Zensus 2017 wurden 4501 Einwohner gezählt. Sitz der Distriktverwaltung ist die am Westufer des Río Apurímac auf 752 m Höhe gelegene Ortschaft Anchihuay mit 1072 Einwohnern (Stand 2017). Anchihuay liegt 46 km ostnordöstlich der Provinzhauptstadt San Miguel.

## Geographische Lage
Der Distrikt Anchihuay liegt in der peruanischen Zentralkordillere im zentralen Osten der Provinz La Mar. Der Distrikt wird im Nordosten von dem nach Norden strömenden Río Apurímac begrenzt.
Der Distrikt Anchihuay grenzt im Südosten und im Süden an den Distrikt Anco, im Westen an den Distrikt San Miguel, im Norden an den Distrikt Samugari sowie im Nordosten an die Distrikte Kimbiri und Villa Kintiarina (beide in der Provinz La Convención).

## Ortschaften
Neben dem Hauptort gibt es folgende größere Ortschaften im Distrikt:
- Buena Gana (419 Einwohner)
- Isoccasa (317 Einwohner)
- Miraflores (520 Einwohner)
- San Jose (252 Einwohner)
- Villa Union (412 Einwohner)